# Krähenhäule
Das Krähenhäule ist ein mit Verordnung des Regierungspräsidiums Stuttgart vom 10. Dezember 1993 ausgewiesenes Naturschutzgebiet (NSG-Nummer 1.197) im Gebiet der Stadt Esslingen im baden-württembergischen Landkreis Esslingen in Deutschland.

## Lage und Schutzzweck
Das 5,3 Hektar große Naturschutzgebiet liegt zwischen 480 und 495 m über NN nördlich der Stadt Esslingen, oberhalb (nördlich) der Stadtteile Wiflingshausen und Wäldenbronn im Naturraum Schurwald und Welzheimer Wald. Das Gebiet wird auf drei Seiten von Wald und auf einer Seite von einem Segelflugplatz begrenzt. Das von Anfang an eingezäunte Gelände wurde in den 1930er Jahren als Schießplatz angelegt. Nach dem Zweiten Weltkrieg diente er der US-Armee als Übungsgelände. Im Jahr 1991 zog die US-Armee ab. Die ehemalige Schießbahn wurde zum Teil ins Gelände eingegraben und zum Teil aufgefüllt. Dadurch findet man hier drei verschiedene geologische Schichten. Im oberen Teil Jura, gefolgt von Rätsandstein und im unteren Bereich Knollenmergel. Auf engem Raum der kleinstrukturierten Sukzessionsfläche bestehen trockene, feuchte und nasse Biotope.
Eine bundesweit gefährdete Tagfalterart, das Klee-Widderchen (Zygaena trifolii) kommt genauso vor wie verschiedene Libellenarten, z. B. die Hufeisen-Azurjungfer (Coenagrion puella), die Blaugrüne Mosaikjungfer (Aeshna cyanea) und die Gemeine Heidelibelle (Sympetrum vulgatum). Das Krähenhäule ist auch als Amphibienlebensraum und Laichbiotop von potentiell gefährdeten Arten wie Gelbbauchunke, Erdkröte und Grasfrosch wichtig. Der 110 Jahre alte Buchen-Eichenmischbestand am südlichen Rand der ehemaligen Schießbahn wird nicht mehr bewirtschaftet, sein Unterwuchs und Totholz stellt eine weitere Bereicherung des Naturschutzgebietes und einen wertvollen Lebensraum für viele Tierarten, darunter auch Reptilien (Blindschleiche, Zauneidechse, Waldeidechse und eine Schlangenart) dar. Auch mehrere Vogelarten (z. B. Neuntöter, Dorngrasmücke, Sumpfrohrsänger und Baumpieper) leben hier. Die Steinhaufen und der Sandfang der Schießbahn sind Trockenbiotope mit Vorkommen von Ameisenlöwen, Wild- und Sandbienen. Weiter erwähnenswert sind Laufkäfer und zahlreiche Heuschreckenarten, darunter auch die Gemeine Sichelschrecke.